# Ara militaire
Ara militaris
Espèce
Répartition géographique
Statut de conservation UICN

 VU A2cd+3cd+4cd : Vulnérable
Statut CITES
L'Ara militaire (Ara militaris) est une espèce d'oiseaux de la famille des Psittacidae.

## Nomenclature
Malgré son nom (du fait de son plumage vert prédominant), il n'a pas de différence de tempérament par rapport aux autres oiseaux de son genre.

## Description

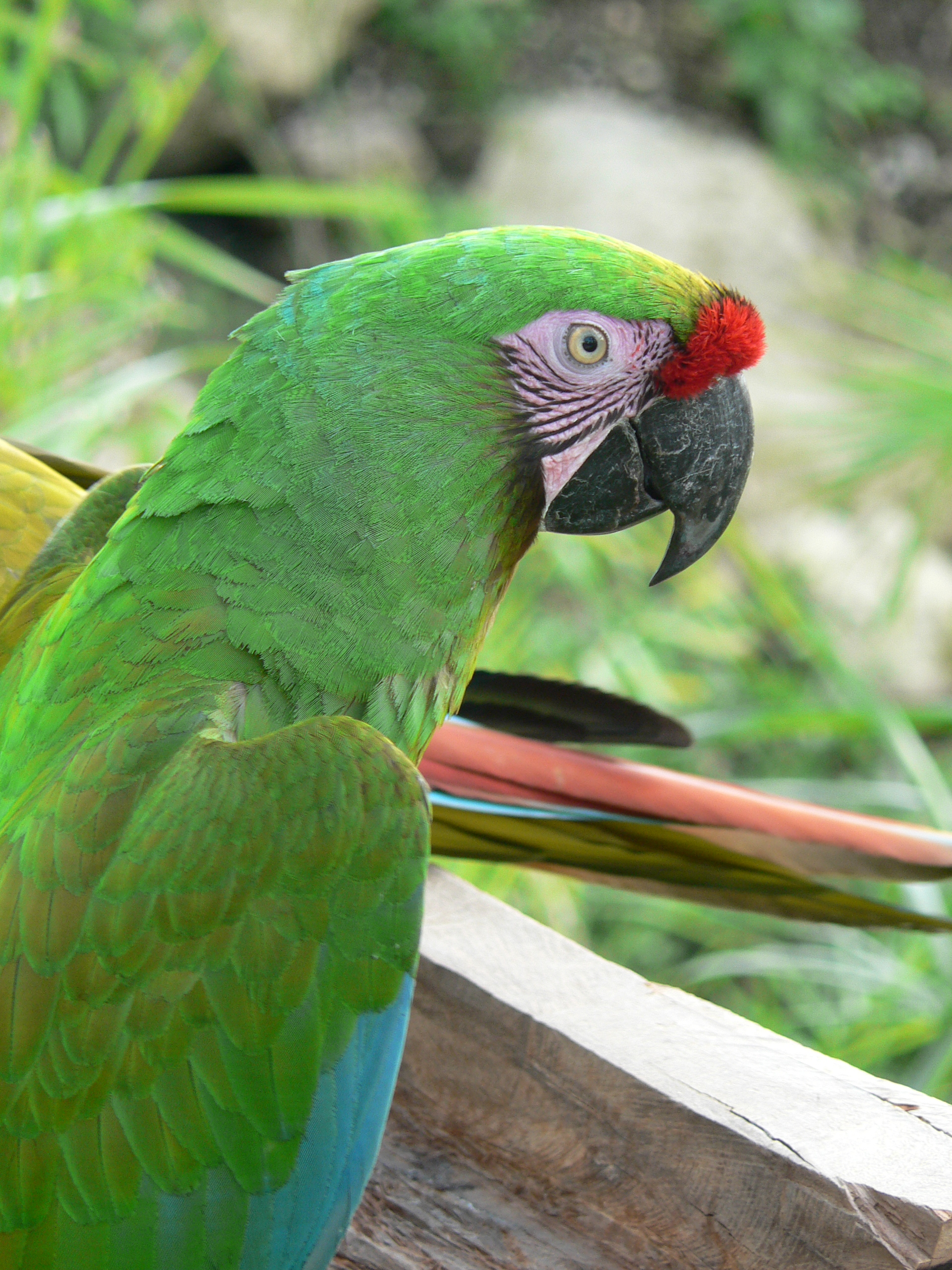

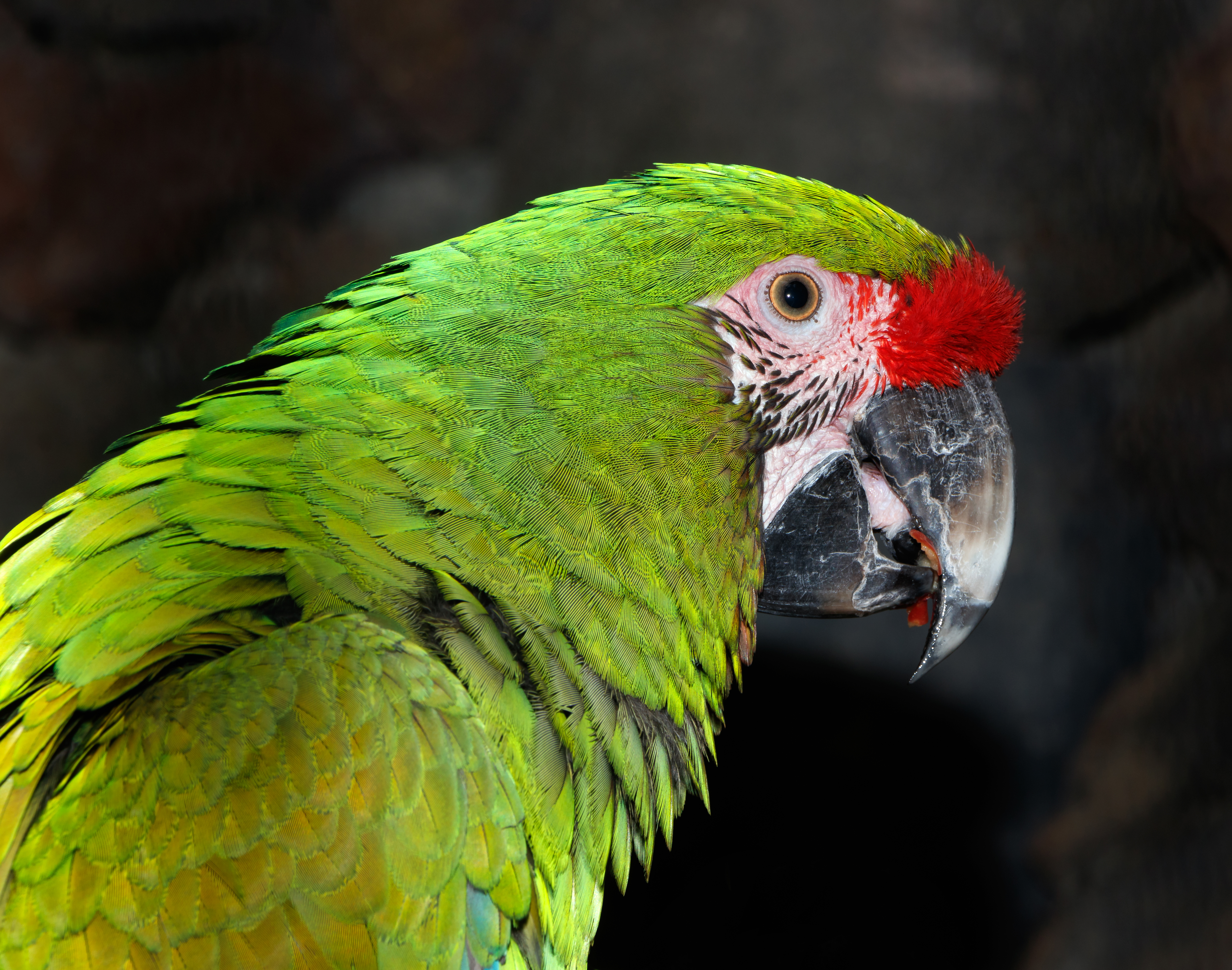
Un autre ara militaire à La Palma (îles Canaries).

Ce grand perroquet vert a le front rouge et le croupion bleu turquoise. Ses pattes sont gris foncé, son bec noir et l'iris de l’œil jaune. Il mesure 71 cm et fait entre 99 à 110 cm d'envergure. Il pèse ente 900 g et 1100g.
C'est un oiseau très bruyant ; il émet de nombreux craquements et cris.

## Habitat
Il vit en montagne, dans les régions tempérées semi-arides et les forêts tropicales, près des cours d'eau. Il fréquente aussi la zone côtière. Durant l'été, on peut le trouver à des altitudes atteignant 2 500 m. En hiver, il descend dans les grands ravins.

## Durée de vie
La durée de vie du ara militaire est de 50 à 60 ans.

## Répartition
Il vit au Mexique (Sierra Madre occidentale et orientale) et les Andes boréales.

## Population et Statut de conservation
Le ara militaire est en statut vulnérable. Selon la liste rouge de l'UICN, il reste entre 2000 et 7000 individus matures.

## Nidification

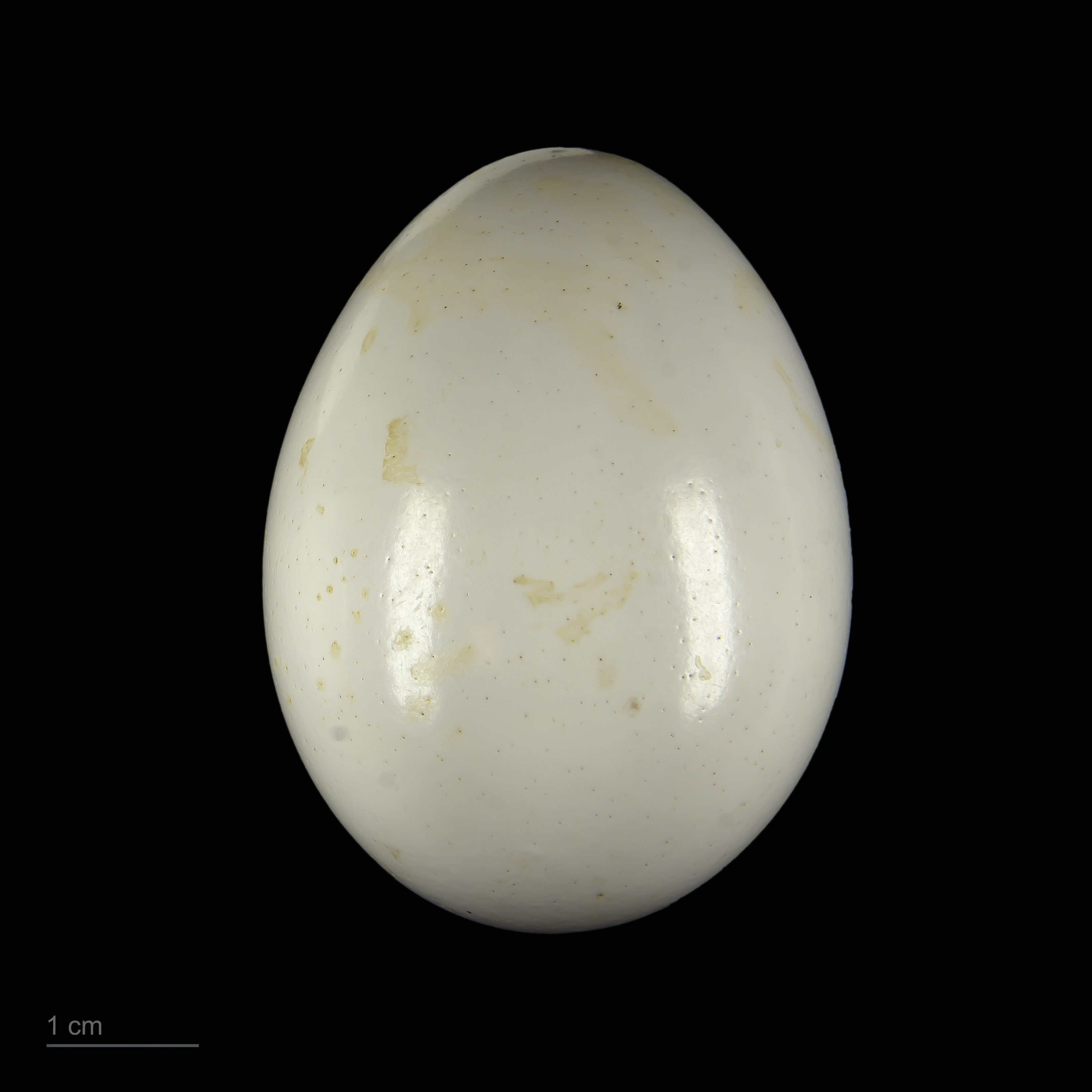
Œufs dAra militaris - Muséum de Toulouse

Il niche dans des trous creusés par les pics et des cavités dans des falaises calcaires. La femelle pond en général 2 ou 3 œufs et l'incubation dure entre 25 et 28 jours.

## Alimentation
Il se nourrit entre autres de fruits, de noix et de tendres bourgeons (particulièrement d'Oenocarpus bataua, Melia azedarach[réf. nécessaire] et Ficus). Leur bec leur permet de casser les coques les plus dures.
Sa tendance à manger de l'argile, notamment des tas connus sour le nom de « lèche-macao », lui offre la capacité de manger certains fruits remplis de toxines,.

## Prédateurs
Il est notamment chassé par la harpie féroce.

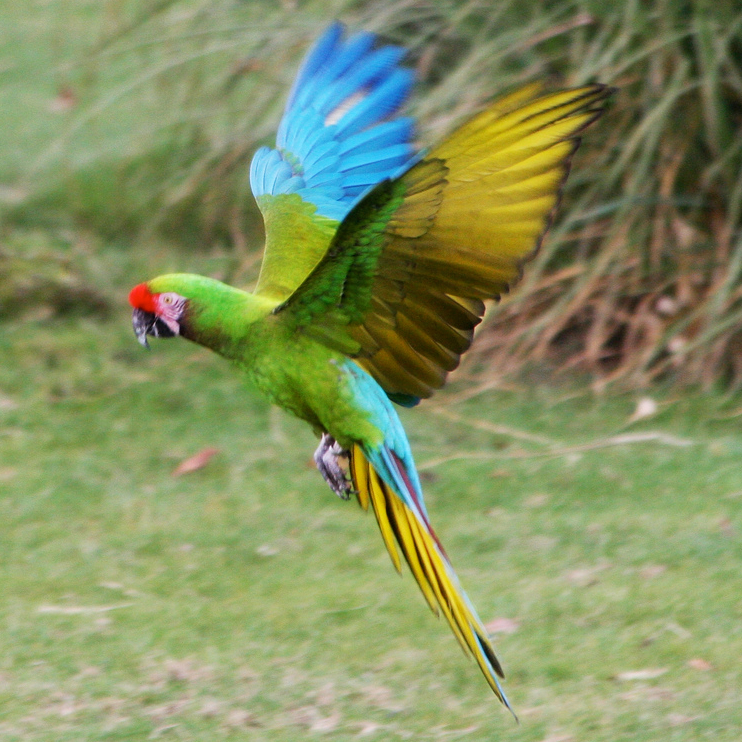
Un ara militaire (zoo de Whipsnade)

## Écologie
Il vole habituellement en couple, parfois en groupe. Il peut aussi planer. Son bec est bien adapté au mode de déplacement de l’oiseau: il lui sert de troisième pied lorsqu’il grimpe. Ses plumes multicolores sont encore aujourd'hui des parures recherchées par les Indiens. Les perroquets sont souvent menacés par le trafic d'animaux.
Son habitat est très fragmenté, et de ce fait l'espèce est considérée comme en danger.